# Axel Brauns
Axel Brauns (* 2. Juli 1963 in Hamburg) ist ein deutscher Schriftsteller und Filmemacher, bei dem Autismus diagnostiziert wurde. Der 2007 veröffentlichte Dokumentarfilm Der rote Teppich handelt von ihm.

## Leben
Seine ersten zwei Lebensjahre verbrachte Brauns in Hamburg-Eimsbüttel. 1965 zog die Familie nach Hamburg-Groß Flottbek. Brauns besuchte dort den Kindergarten, die Grundschule und das Gymnasium, wo er mit 19 Jahren sein Abitur machte. Anschließend begann er ein BWL- und Jurastudium an der Universität Hamburg, das er jedoch 1984 abbrach, um sich ausschließlich der Schriftstellerei zu widmen.
Nach eigener Aussage suchte Axel Brauns ab 1998 bewusst den Kontakt zu Menschen und zwang sich zur Öffentlichkeit. Er besuchte einen Schreibkurs, um seine bisherigen Skripte weiter verbessern zu können, und gründete einen literarischen Salon. 2005 erhielt Brauns ein Aufenthaltsstipendium der Künstlerresidenz Chretzeturm in Stein am Rhein.

## Schriftsteller und Filmemacher
Seine autistische Kindheit und Jugend, beginnend mit dem zweiten Lebensjahr, beschreibt er in seinem 2002 erschienenen autobiografischen Werk Buntschatten und Fledermäuse – Leben in einer anderen Welt. Für einen Auszug aus diesem Buch erhielt er im Jahre 2000 einen der Förderpreise für Literatur der Freien und Hansestadt Hamburg, woraufhin er ein Angebot des Verlages Hoffmann und Campe bekam.
Nominiert wurde Axel Brauns für den Deutschen Bücherpreis 2003 in der Kategorie „Erfolgreichstes Debüt“. Buntschatten und Fledermäuse erreichte die Spiegel-Bestsellerliste.
Im Jahr 2004 drehte Brauns seinen ersten Spielfilm Tsunami und Steinhaufen, der 2008 uraufgeführt wurde.
Im September 2004 erschien sein Roman Kraniche und Klopfer. In diesem beschreibt Axel Brauns das Leben des fiktiven Mädchens Adina Adelung. Dieses lebt in einem Haus mit ihrem Bruder und ihrer Mutter, welche ständig gefundene Dinge – vermeintlich kostbare Schätze – mit nach Hause bringt und so das Haus zu einer Müllhalde verkommen lässt. Erst die Freundschaft zu den Kranichen befreit Adina aus ihrer skurrilen Isolation und von dem Gerümpel.
2006 folgte mit dem Krimi Tag der Jagd Brauns’ zweiter Roman.

## Werke
- Buntschatten und Fledermäuse. Leben in einer anderen Welt. Hoffmann und Campe, Hamburg 2002, ISBN 3-455-09353-1.
- Kraniche und Klopfer. Hoffmann und Campe, Hamburg 2004, ISBN 3-455-00585-3.
- Tag der Jagd. Hoffmann und Campe, Hamburg 2006, ISBN 3-455-00586-1.